# Список Героев Советского Союза (Одесская область)

Список Героев Советского Союза из Одесской области Украины.

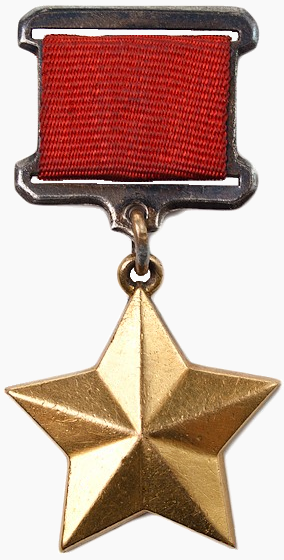
Медаль «Золотая Звезда» — вручалась Героям Советского Союза

| №  | Фамилия, Имя Отчество                | Год рождения |
| -- | ------------------------------------ | ------------ |
| 1  | Авеличев, Иван Тихонович             | 1911         |
| 2  | Арсенюк, Александр Николаевич        | 1910         |
| 3  | Артёменко, Степан Елизарович         | 1913         |
| 4  | Артёмцев, Александр Дмитриевич       | 1910         |
| 5  | Бабий, Василий Васильевич            | 1920         |
| 6  | Байков, Георгий Иванович             | 1923         |
| 7  | Белоусов, Леонид Георгиевич          | 1909         |
| 8  | Березовский, Ефим Матвеевич          | 1913         |
| 9  | Бережок, Григорий Карпович           | 1908         |
| 10 | Борщёв, Сергей Тимофеевич            | 1912         |
| 11 | Бочкович, Кирилл Васильевич          | 1918         |
| 12 | Вернидуб, Пётр Данилович             | 1924         |
| 13 | Вертелецкий, Пётр Михайлович         | 1923         |
| 14 | Власенко, Алексей Исидорович         | 1914         |
| 15 | Власов, Михаил Маркович              | 1896         |
| 16 | Волощук, Константин Никитович        | 1916         |
| 17 | Галецкий, Александр Демьянович       | 1914         |
| 18 | Гельферг, Семён Григорьевич          | 1924         |
| 19 | Главацкий, Георгий Константинович    | 1907         |
| 20 | Гнидо, Пётр Андреевич                | 1919         |
| 21 | Горголюк, Александр Иванович         | 1919         |
| 22 | Горелик, Евгений Илларионович        | 1921         |
| 23 | Григоревский, Николай Константинович | 1925         |
| 24 | Григорьев, Сергей Иванович           | 1922         |
| 25 | Губа, Даниил Хрисанфович             | 1910         |
| 26 | Губрий, Алексей Антонович            | 1907         |
| 27 | Добровольский, Георгий Тимофеевич    | 1928         |
| 28 | Дроздов, Пётр Владимирович           | 1923         |
| 29 | Жуган, Николай Павлович              | 1917         |
| 30 | Згама, Пётр Николаевич               | 1923         |
| 31 | Зюльковский, Василий Афанасьевич     | 1913         |
| 32 | Канский, Всеволод Елисеевич          | 1911         |
| 33 | Карпинский, Франц Филиппович         | 1906         |
| 34 | Кибалко, Василий Васильевич          | 1918         |
| 35 | Кипенко, Владимир Иванович           | 1924         |
| 36 | Колесниченко, Михаил Федотович       | 1921         |
| 37 | Колесниченко, Степан Калинович       | 1917         |
| 38 | Кондратенко, Иван Васильевич         | 1923         |
| 39 | Корчмарюк, Павел Сергеевич           | 1920         |
| 40 | Кравченко, Сергей Трофимович         | 1925         |
| 41 | Кудрявцев, Никифор Лаврентьевич      | 1915         |
| 42 | Кучеряба, Тихон Александрович        | 1910         |
| 43 | Кушлянский, Ростислав Николаевич     | 1908         |
| 44 | Лавренюк, Леонид Фёдорович           | 1925         |
| 45 | Лев, Рафаил Фроимович                | 1918         |
| 46 | Леоницкий, Сергей Демьянович         | 1909         |
| 47 | Лунин, Николай Александрович         | 1907         |
| 48 | Малиновский, Родион Яковлевич        | 1898         |
| 49 | Мариинский, Евгений Пахомович        | 1923         |
| 50 | Маринеско, Александр Иванович        | 1913         |
| 51 | Марцинковский, Алексей Михайлович    | 1915         |
| 52 | Мелах, Ефим Львович                  | 1918         |
| 53 | Миллер, Пётр Климентьевич            | 1910         |
| 54 | Молчанов, Глеб Михайлович            | 1923         |
| 55 | Мороз, Терентий Филиппович           | 1924         |
| 56 | Огуленко, Максим Артёмович           | 1899         |
| 57 | Онилова, Нина Андреевна              | 1921         |
| 58 | Орликов, Александр Михайлович        | 1919         |
| 59 | Поддавашкин, Александр Васильевич    | 1919         |
| 60 | Помукчинский, Дмитрий Иванович       | 1908         |
| 61 | Ревуцкий, Никонор Семёнович          | 1903         |
| 62 | Саркисьян, Василий Надонович         | 1922         |
| 63 | Сергов, Алексей Иванович             | 1914         |
| 64 | Серпер, Иосиф Лазаревич              | 1911         |
| 65 | Сорока, Василий Илларионович         | 1902         |
| 66 | Сташек, Николай Иванович             | 1914         |
| 67 | Сташков, Николай Иванович            | 1907         |
| 68 | Стратиевский, Натан Борисович        | 1920         |
| 69 | Танасейчук, Александр Васильевич     | 1923         |
| 70 | Тимошенко, Семён Константинович      | 1895         |
| 71 | Ткаченко, Илья Иванович              | 1914         |
| 72 | Томасевич, Пётр Васильевич           | 1924         |
| 73 | Трушковский, Сергей Михайлович       | 1907         |
| 74 | Улицкий, Павел Михайлович            | 1923         |
| 75 | Федоренко, Николай Владимирович      | 1907         |
| 76 | Хорошилов, Владимир Александрович    | 1911         |
| 77 | Чернец, Иван Арсентьевич             | 1920         |
| 78 | Чулков, Иван Денисович               | 1918         |
| 79 | Чумак, Павел Иванович                | 1924         |
| 80 | Шаховцев, Михаил Андреевич           | 1913         |
| 81 | Шевелёв, Сергей Николаевич           | 1909         |
| 82 | Шило, Георгий Аполлонович            | 1925         |